# Chaetosiphon theobaldi
Chaetosiphon theobaldi är en insektsart. Chaetosiphon theobaldi ingår i släktet Chaetosiphon och familjen långrörsbladlöss. Inga underarter finns listade i Catalogue of Life.